# Мън Тиен
Мън Тиен (на китайски: 蒙恬; на пинин: Mēng Tián) е китайски военачалник, известен с успешната си война срещу хунну и участието си в изграждането на Великата китайска стена.

## Биография
Мън Тиен произлиза от стар род на военни и строители от Цин, като баща му Мън У е известен военачалник, служил при Уан Дзиен. По-малкият му брат Мън И става един от най-близките съветници на император Цин Шъхуан.
През 215 година пр.н.е., след утвърждаването на династията Цин, Мън Тиен е натоварен от Цин Шъхуан с нападението срещу разположените в Ордос хунну. Той нанася тежко поражение на хунския владетел Тоуман и изтласква хунну на север от Хуанхъ, завземайки целия Ордос.
След военния успех Мън Тиен е натоварен с изграждането на укрепления по новата граница, които стават част от Великата китайска стена. Той се установява в Суейдъ, като при него е изпратен и първородният син на императора Фу Су. Мън Тиен ръководи и изграждането на пътната мрежа, свързваща Цин с Йен, Ци, У и Чу, а традицията му приписва и важни подобрения в устройството на четчицата за писане.
След смъртта на Цин Шъхуан през 210 година пр.н.е. Мън Тиен е убит в резултат на дворцови интриги на своя съперник Джао Гао.